# Erhvervsministre fra Færøerne
Erhvervsministeren (færøsk: landsstýrismaðurin í vinnumálum), tidligere industriministeren (landsstýrismaðurin í ídnaðarmálum), er medlem av Færøernes regering og har ansvar for erhvervssager, herunder naturressourcer, arbejdsmiljø, handel, havbrug med mere. De længstsiddende erhvervs- eller industriministerne har været Jacob Lindenskov (JF) og Bjarni Djurholm (FF), med henholdsvis 11 og 8 år.
| Periode   | Navn               | Parti               | Ministerium                                                                             |
| --------- | ------------------ | ------------------- | --------------------------------------------------------------------------------------- |
| 1963–1967 | Karsten Hoydal     | Tjóðveldisflokkurin | Industri- og landbrugsministeriet                                                       |
| 1968–1979 | Jacob Lindenskov   | Javnaðarflokkurin   | Sundheds-, social-, industri- og justitsministeriet                                     |
| 1979–1981 | Vilhelm Johannesen | Javnaðarflokkurin   | Sundheds-, social-, industri- og justitsministeriet                                     |
| 1985–1989 | Vilhelm Johannesen | Javnaðarflokkurin   | Industri- og arbejdsministeriet                                                         |
| 1989–1991 | Olaf Olsen         | Fólkaflokkurin      | Industri-, sundheds- og landbrugsministeriet                                            |
| 1991–1994 | Thomas Arabo       | Javnaðarflokkurin   | Fiskeri- og industriministeriet                                                         |
| 1994–1995 | Óli Jacobsen       | Verkamannafylkingin | Industri- handels-, erhvervs-, arbejds-, landbrugs-, forsikrings- og justitsministeriet |
| 1995–1996 | Axel H. Nolsøe     | Verkamannafylkingin | Industri- handels-, erhvervs-, arbejds-, landbrugs-, forsikrings- og justitsministeriet |
| 1996–1998 | Ivan Johannesen    | Sambandsflokkurin   | Erhvervs-, havbrugs- og landbrugsministeriet                                            |
| 1998–2000 | Finnbogi Arge      | Fólkaflokkurin      | Erhvervsministeriet                                                                     |
| 2000–2008 | Bjarni Djurholm    | Fólkaflokkurin      | Erhvervsministeriet                                                                     |
| 2008      | Bjørt Samuelsen    | Tjóðveldi           | Erhvervsministeriet                                                                     |
| 2008–2015 | Johan Dahl         | Sambandsflokkurin   | Erhvervsministeriet                                                                     |
| 2015–2019 | Poul Michelsen     | Framsókn            | Udenrigs- og erhvervsministeriet                                                        |
| 2019–     | Helgi Abrahamsen   | Sambandsflokkurin   | Miljø- og erhvervsministeriet                                                           |